# Беллотти, Пьетро
Пье́тро Белло́тти (итал. Pietro Bellotti; 1625 (1627?), Роэ-Вольчано — 1700, Гарньяно) — венецианский художник XVII века.

## Жизнеописание
Беллотти родился в провинции Брешиа, в городке Роэ-Вольчано (Ломбардия). Точная дата рождения не определена. Её обозначают то как 1625, то как 1627.
В возрасте 12 лет прибыл в Венецию. С Венецией будут связаны его жизнь и творчество вплоть до 1670 года, что не помешает ему путешествовать и работать в разных городах и княжествах. Работал в мастерской художника-портретиста Джироламо Форабоско (1605—1679), который писал картины в реалистической и статической манере.
Белотти начинал как портретист и автор фантазийных портретов. С годами начал привносить портретные черты как в религиозные образы или аллегории, так и в многочисленные бытовые картины-типы («Апостол Павел», «Течение времени», «Философ с книгой», «Старик-музыкант со случайными слушателями»). В большинстве его персонажей подчеркивается принадлежность к демократическим, неаристократичным прослойкам. Он рано открыл значимость лиц стариков и чрезвычайно искусно воспроизводил их в различных сюжетах, иногда прибегая к натурализму. При этом его художественная манера далека от живописных техник и работы пятном, присущих, например, таким художникам, как Рембрандт или Эбергард Кейль, которые тоже работали с моделями старческого возраста.
Завоевал популярность и в период с 1660 по 1663 год работал в Париже, где его заказчиком был кардинал Мазарини, итальянец по происхождению. В 1663 году вернулся в Венецию, где получил должность суперинтенданта княжеских галерей Фернандо Гонзага в Мантуе. Известно, что какие-то заказы художник исполнил для папы римского Александра VIII.
О последнем периоде жизни художника после 1664 года сохранилось мало сведений. Так, в нескольких источниках по-разному называют место его смерти.

## Избранные произведения
- «Течение времени»
- «Старый паломник»
- «Философ с книгой»
- «Философ Анаксимандр»
- «Апостол Павел»
- «Аллегория жадности»
- «Венеция, Канал Гранде»
- «Старый крестьянин»
- «Старый нищий»
- «Богиня судьбы, мойра Лахесис»
- «Старик-музыкант со случайными слушателями»
- «Ночной праздник на Сан-Пьетро ди Кастелло в Венеции»
- «Философ Диоген с фонарём»
- «Автопортрет с рюмкой вина и золотой цепочкой»

## Галерея избранных произведений

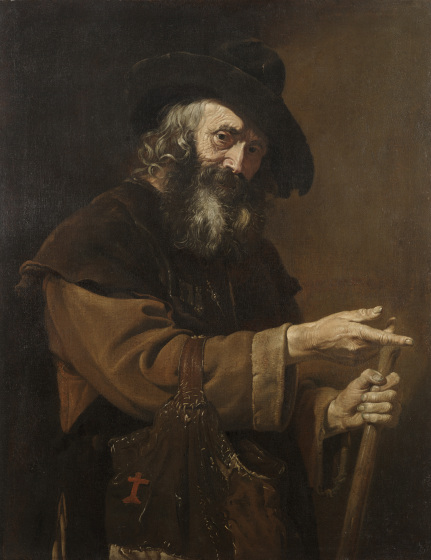
«Старый паломник», Художественный музей (Даллас)
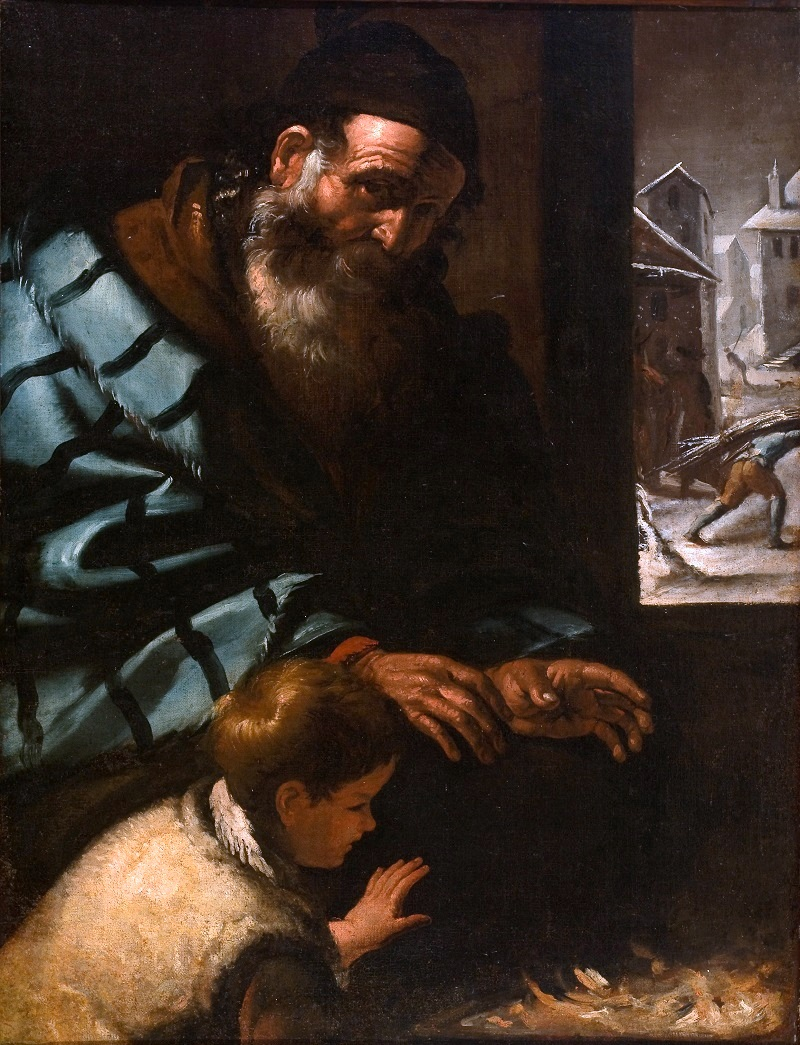
«Аллегория зимы», Национальный музей изобразительных искусств (Рио-де-Жанейро)
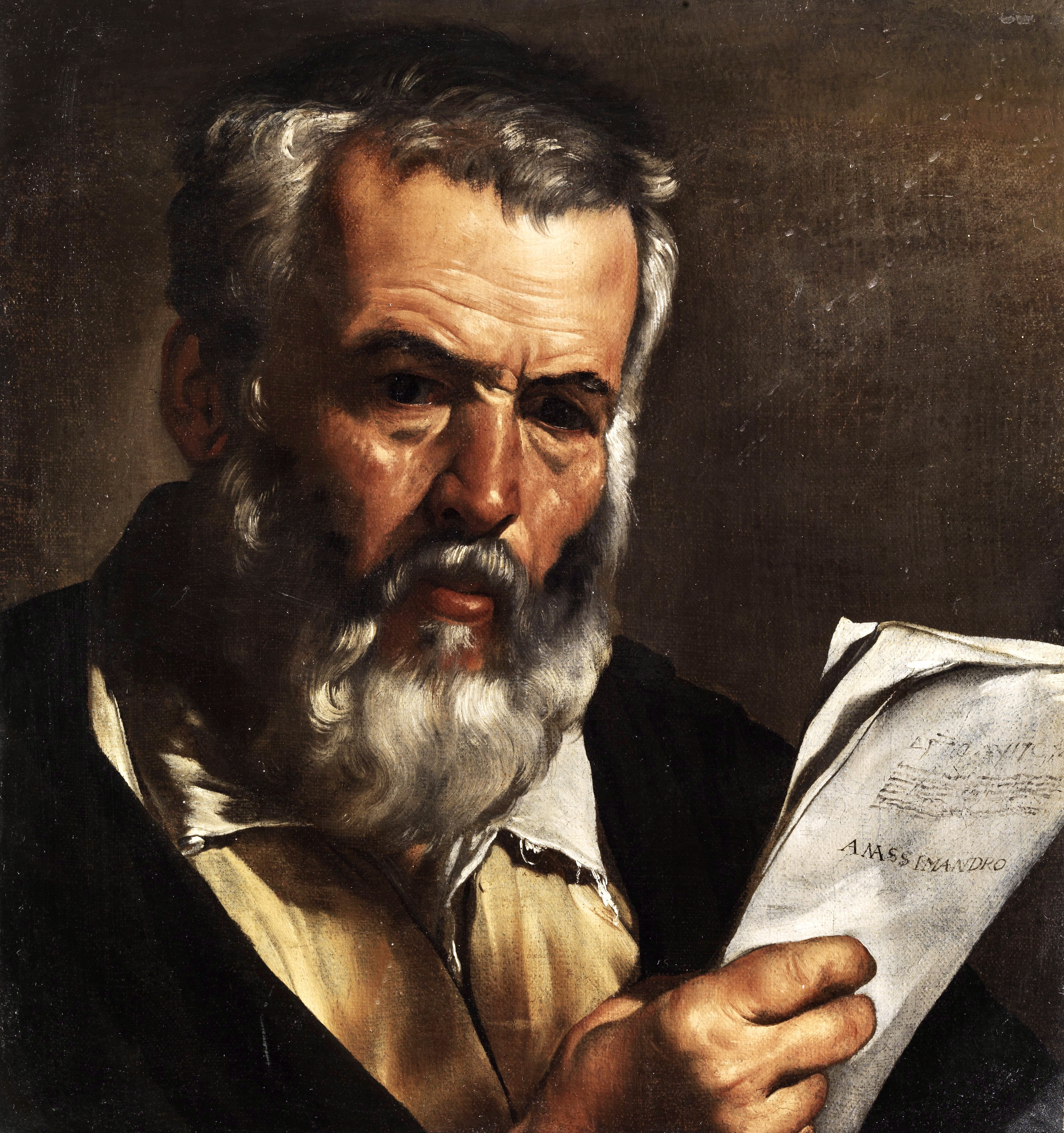
«Философ Анаксимандр»
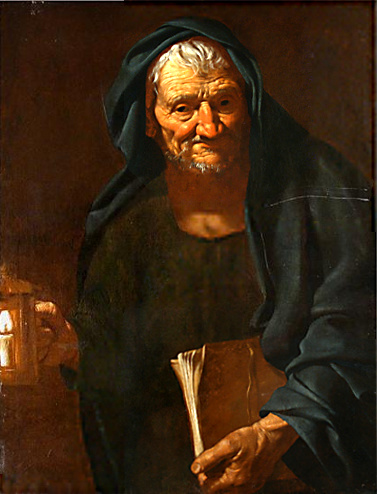
«Философ Диоген с фонарем»